# Jesús Guerra Zayas

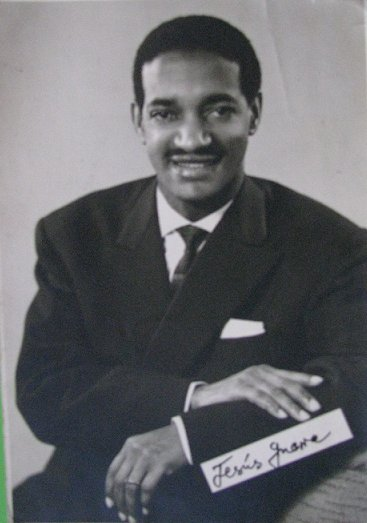
Jesús Guerra Zayas

Jesús Guerra Zayas (Jesús Guerra; * 20. Februar 1920 in Cienfuegos/Provinz Cienfuegos; † 31. Januar 1995 in Alicante/ Provinz Alicante, Spanien) war ein kubanischer Musiker, Komponist und Orchesterleiter.

## Leben
Guerra wuchs in einer Adoptivfamilie auf. Er komponierte und textete seit seiner Jugend Songs, vor allem Boleros und Guarachas, trat als Sänger auf und lernte autodidaktisch das Gitarre-, Bass- und Orgelspiel. Titel von ihm wie Bigote de gato, Un meneíto na má, Juanita Tripita (A mí qué), Tú verás, Margot, El tiburón und La bodega del Ñato waren in den 1940er Jahren Hits in Kuba. 
Bigote de gato wurde von prominenten Musikern wie Daniel Santos, Vicentico Valdés und Bienvenido Granda gesungen. Mehrere seiner Kompositionen waren Teil des Repertoires des kubanischen Orchesters Sonora Matancera, darunter Cuando me fui de Cuba, Esa sí es cheque, Cuando siento mi son und Niñas bonitas. Benny Moré, Chano Pozo und andere nahmen von ihm geschriebene Lieder in ihr Repertoire auf.
1955 verließ Guerra Kuba und reiste mit der Ballettgruppe von Jaime Camino nach Spanien. In Italien gründete er das Orquesta Cubana Cha-Cha-Cha (u. a. mit der Pianistin Enriqueta Almanza und seiner Frau, der Sängerin Louci Collantes). Mit diesen reiste er nach Westdeutschland, wo er bis 1978 lebte und arbeitete und Tourneen durch Spanien, Frankreich, die Schweiz, Schweden und Finnland unternahm.
1978 kehrte er nach Kuba zurück. Dort konnte er nicht mehr an seine musikalische Laufbahn anknüpfen und verdiente seinen Lebensunterhalt als Hilfsarbeiter. Anfang der 1980er Jahre ließ er sich in Alicante nieder, wo er 1995 an den Folgen einer Leberzirrhose starb.